# Isabeli Fontana
Pour les articles homonymes, voir Fontana.
Isabeli Bergossi Fontana, née le 4 juillet 1983 à Curitiba (Paraná), est une mannequin brésilien.

## Biographie

### Enfance
Isabeli Fontana est née  le 4 juillet 1983 à Curitiba, la capitale de l’état du Paraná où elle grandit entourée de ses deux frères, Harrison et Heric. Isabeli est d'origine italienne. Elle rêve de devenir mannequin depuis qu'elle a douze ans.

### Carrière
En 1996, alors qu'elle n'a que treize ans, elle arrive en finale du concours Elite Model Look, ce qui va lancer sa carrière de mannequin.
En 1997, elle s'installe à Milan en Italie.
En 1999, elle attire l'attention en raison d'une polémique. En effet, Isabeli Fontana figure dans les pages du catalogue Victoria's Secret à seulement 16 ans. Ces photos font scandale, car jusque-là, la marque s'était engagée à ne pas mettre dans son catalogue des mannequins de moins de 18 ans. Isabeli se trouve alors dans une affaire très médiatique qui, en définitive, lui fera gagner en notoriété.
En 2000, elle fait la couverture du magazine Harper's Bazaar et du Vogue Paris puis, participe en 2003 aux défilés haute couture de Givenchy et Jean Paul Gaultier, et réintègre la dream team de Victoria's Secret.
En 2004, les marques de luxe s'intéressent de plus en plus à elle. Elle devient le nouveau visage d’Hermès, signe un contrat avec Versace pour le parfum Crystal Noir, pose pour Balenciaga et apparaît en couverture du Vogue américain.
En 2006, elle est en couverture du magazine Doingbird.
En 2008, Isabeli pose pour les campagnes publicitaires de Roberto Cavalli, H&M, Jack Vartanian, Versace, Pepe Jeans, Belstaff, Valentino et devient l'égérie du parfum Flowerbombe de Viktor et Rolf. La même année, elle fait la une de Vogue Brésil et de Numéro.
Toujours en 2008, elle se place à la onzième place dans le classement des mannequins les mieux payés au monde, avec un salaire annuel de trois millions de dollars.
En 2009, elle apparaît en couverture des magazines Vogue Deutschland, Vogue US, Vogue Paris, Wish, L'Officiel Brésil, Vogue Brésil, Vogue Homme Brésil, Cool magazine, V magazine, Vogue Espagne, W Korea, Elle (Brésil) et de Numéro Tokyo. 
Elle devient également le visage des campagnes publicitaires de Missoni, H&M, Roberto Cavalli, Gap, Chanel cosmétique, Jones New York, Jil Sander et Louis Vuitton.
En 2010, Isabeli est en couverture du Vogue Portugal, Vogue Brésil (trois fois), Vogue Japon, L'Officiel Brésil, Harper’s Bazaar Russie, Rolling Stone Brésil, Vogue Latino América, Muse, Beautybiz et V magazine. 
Elle figure également dans les campagnes publicitaires du chausseur Cesare Paciotti, de Sandro, Moschino, Roberto Cavalli, Revlon, Gap Premium Jeans, Saks Fifth Avenue, C&A et Saks September. Isabeli termine l'année en posant pour le  Calendrier Pirelli.
En 2011, elle défile pour Animale, Dolce & Gabbana, Emilio Pucci, Salvatore Ferragamo, Roberto Cavalli, Dsquared2 et Ermanno Scervino, Isabel Marant, et  pose en couverture des magazines : Vogue Espagne, Vogue Turquie, Vogue Paris, Vogue Corée, Vogue Mexique, Vogue Brésil, Vogue Inde, Elle Brésil et de nouveau pour Muse.
La même année, elle prête son image pour les campagnes publicitaires de Dolce & Gabbana, Escada, Bottega Veneta, Iguatemi, Donna Karan, Faith Connexion, Ports 1961, Jil Sander ou encore Morena Rosa. Elle devient aussi l'égérie de Mango, ainsi que du parfum Sensuous d'Estée Lauder et pose à nouveau pour le calendrier Pirelli.
En 2012, Isabeli Fontana est en couverture de Vogue China, Vogue Espagne et Vogue Brésil. 
Elle participe également aux campagnes de Faith Connexion, Siviglia et H&M.
Elle a défilé pour Victoria's Secret en 2003, 2005, 2007, 2008, 2009, 2010 et 2012.

### Vie privée

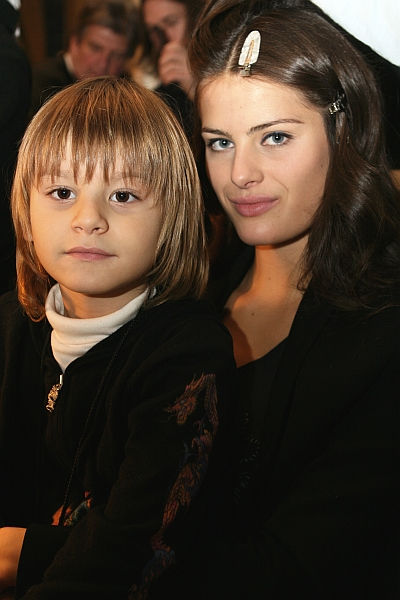
Isabeli Fontana et son fils Zion en 2008

Elle s'est mariée en 2000 à Álvaro Jacomossi (pt) avec qui elle a un fils, Zion, né en 2003. Ils divorcent en 2004. 
Par la suite, elle épouse l'acteur Henri Castelli (pt) en décembre 2005. Ensemble, ils ont un fils, Lucas, né en octobre 2006. Ils se séparent en 2007.
Jusqu'en septembre 2012, elle est fiancée à Rohan Marley, l'un des fils de Bob Marley.
Elle épouse Diego Ferrero, musicien brésilien, aux Maldives, le 9 août 2016,.